# Pérez Art Museum Miami

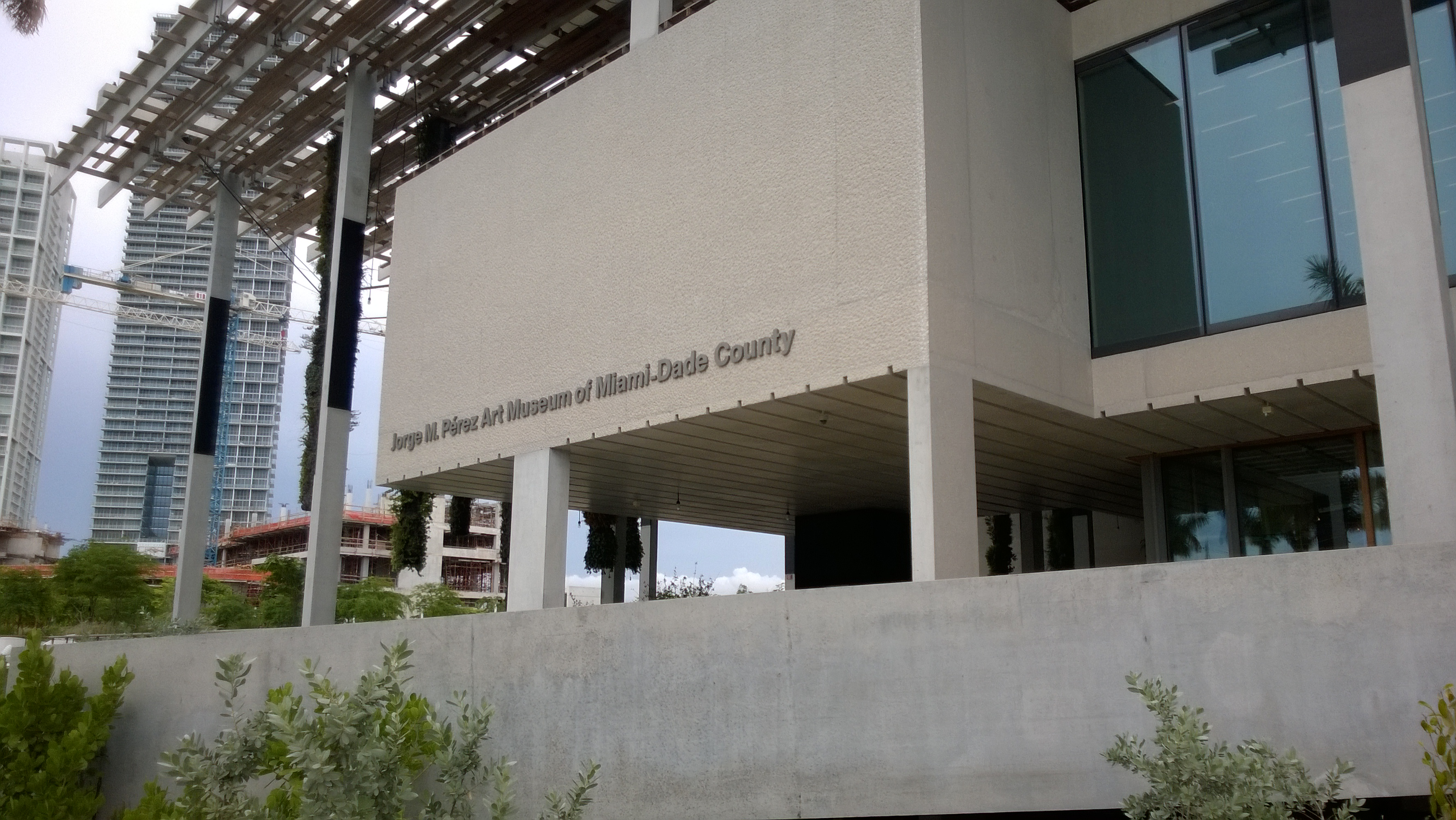
Schriftzug an der Fassade

Das Pérez Art Museum Miami (PAMM) ist ein Museum für zeitgenössische Kunst. Es wurde 1984 als Center for the Fine Arts gegründet und erhielt 1996 die Bezeichnung Miami Art Museum. 2013 folgte die erneute Umbenennung und der Umzug in einen nach Plänen der Architekten Herzog & de Meuron errichteten Neubau am Biscayne Boulevard in Downtown Miami, Florida. Das PAMM bildet zusammen mit dem Patricia Frost Museum of Science und einem Stadtpark den Museum Park (vormals Bicentennial Park).
In den ersten vier Monaten nach der Eröffnung des neuen Museumsgebäudes zählte es mehr als 150.000 Besucher. Das Museum ging ursprünglich von mehr als 200.000 Besuchern im ersten Jahr am neuen Standort aus. Am früheren Standort an der Flagler Street waren es durchschnittlich 600.000 Besucher im Jahr.

## Geschichte

### Miami-Dade Cultural Center

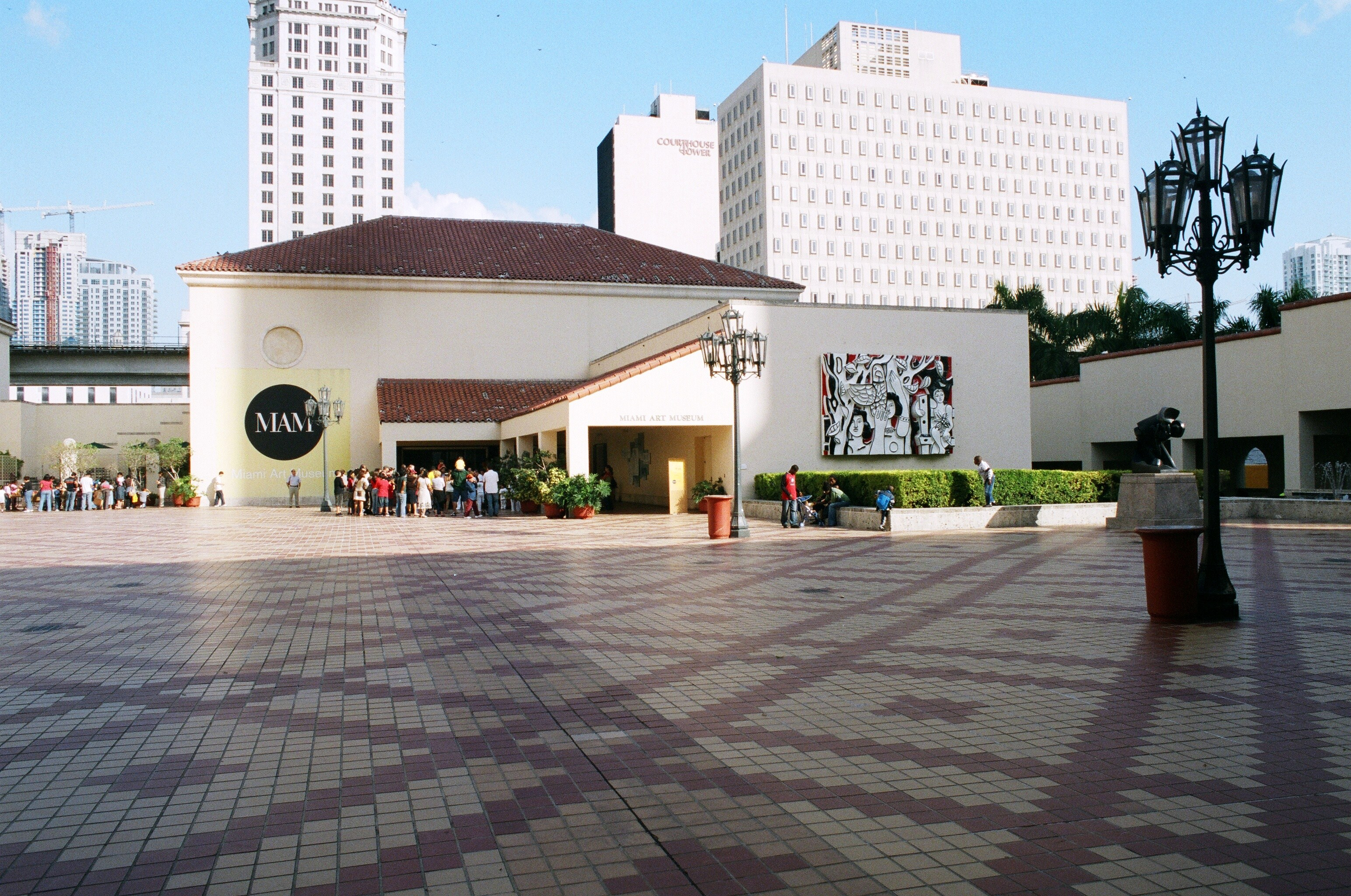
Das ehemalige Museumsgebäude

Das Center for the Fine Arts öffnete im 1983 erbauten Miami-Dade Cultural Center, einem Gebäude in Anlehnung an den spanischen Kolonialstil. Es war das erste von drei Gebäuden auf einem für 24 Millionen Dollar von Philip Johnson geplanten Komplex. Neben dem Museum an der West Flagler Street befanden sich das Geschichtsmuseum HistoryMiami und die Bibliothek Miami-Dade Public Library. Die Eröffnung verzögerte sich um mehr als ein Jahr wegen des Umbaus des Rauchabzugssystems für den Komplex. Das sechs Millionen Dollar teure Kunstzentrum zeigte zunächst nur Wechselausstellungen. Erst seit 1996 kaufte es selbst Kunstwerke an. Da sich die Ausstellungs- und Depoträume als zu klein erwiesen, wurde 1996 das Miami Art Museum (MAM) begründet.

### Jorge M. Pérez Art Museum of Miami-Dade County
Im November 2010 begannen die Bauarbeiten für ein neues MAM-Gebäude im Museum Park in Downtown Miami. Es wurde nach Plänen der Schweizer Architekten Herzog & de Meuron gebaut, welche von Museumsdirektor Terence Riley 2009 damit beauftragt wurden. Die Architektur ist an Bauten in Stiltsville angelehnt, wo verschiedene Holzhäuser auf Stelzen vor der Küste von Key Biscayne stehen. Als Standort wurde eine Fläche neben dem neuen Gebäude des Miami Science Museum im umgestalteten Bicentennial Park gewählt. Das dreistöckige Gebäude des MAM hat innen und außen eine Fläche von 200,000 square feet. Die Ausstellungssäle verfügen über Fenster, die vom Boden bis zur Decke reichen und die Exponate mit Tageslicht beleuchten können. Eine große Freitreppe verbindet das Museum mit der nahen Uferpromenade. Dicke, lärmabsorbierende Vorhänge trennen Bereiche der Treppe für Veranstaltungen ab. Das Gebäude ist gegen Hurrikane und Fluten gesichert und bietet genügend Schatten und Entlüftung. Das Museum besitzt auch eine Reihe von hängenden Gärten, welche vom französischen Botaniker Patrick Blanc designt wurden. Das neue MAM-Gebäude wurde im Dezember 2013 eröffnet.
Um das neue, 131 Millionen Dollar teure Museumsgebäude zu bauen, trat das MAM in eine öffentlich-private Partnerschaft mit der Stadt Miami und dem Miami-Dade County. Die Liegenschaft an der Biscayne Bay wurde von der Stadt zur Verfügung gestellt. Insgesamt fielen Kosten von 220 Millionen Dollar an, davon kamen 100 Millionen von Miami-Dade in Form von Obligationen und 120 Millionen von privaten Gönnern. Bis 2011 spendeten Private zusätzlich mehr als 50 Millionen für das Gebäude und die Ausstattung der Institution. Jorge M. Pérez, ein langjähriges Vorstandsmitglied und Sammler lateinamerikanischer Kunst, stellte eine Spende von 35 Millionen Dollar über zehn Jahre in Aussicht, um das neue Museum zu unterstützen, welches dafür in Jorge M. Pérez Art Museum of Miami-Dade County umbenannt wurde.

### Kontroverse um Umbenennung
Die Umbenennung des Museums auf den Namen Pérez löste eine große Kontroverse aus. Viele Vorstandsmitglieder des Museums traten aus Protest zurück. Sie argumentierten, dass der neue Name dauerhaft und ohne Ausstiegsklausel ist und die Stadt Miami Land für das Museum zur Verfügung gestellt hat. Die Steuerzahler der Stadt und des County hätten für die Finanzierung 100 Millionen Dollar bezahlt, verglichen mit einer Schenkung von 40 Millionen Dollar durch Pérez. Zudem gab es wiederholt Bedenken, dass der neue Name weitere potenzielle Stifter abhalten könnte, was dem beabsichtigten Wachstum der Museumssammlung schaden könnte.

## Architektur
Die Architekten Herzog & de Meuron erhielten für ihren Gebäudeentwurf positive Kritiken. Das Wall Street Journal hob hervor, dass die Architektur dazu beitragen könnte, das Museum zu einem Reiseziel zu machen und die New York Times bezeichnete den Entwurf als „spektakulär“. 2015 erhielt das Pérez Art Museum Miami einen Architekturpreis der America Society of Landscape Architects (ASLA).

## Sammlung
Das Museum begann 1996 mit dem Aufbau einer eigenen Kunstsammlung. Der Schwerpunkt liegt bei Kunst des 20. Jahrhunderts und bei zeitgenössischer Kunst. Die Sammlungsgebiete umfassen Werke aus Nord- und Südamerika, Westeuropa und Afrika. Bei der Eröffnung des neuen Gebäudes besaß das Museum 1800 Objekte. Beinahe 500 davon wurden alleine 2013 angeschafft, darunter Werke von John Baldessari, Ólafur Elíasson und Dan Flavin. In der Dauerausstellung werden Werke von Purvis Young, Joseph Cornell, Kehinde Wiley, James Rosenquist, Frank Stella und Kiki Smith ausgestellt. Zu großen Teilen besteht die Sammlung aus Schenkungen. 110 Werke kamen von Jorge M. Pérez, etwa Bilder der kubanischen Maler José Bedia Valdés und Wifredo Lam sowie der Mexikaner Diego Rivera und Damian Ortega, des Uruguayaners Joaquín Torres-García und der Kolumbianerin Beatriz González. 2013 sicherte das Vorstandsmitglied Craig Robins als weitere Stiftung 102 Gemälde, Fotografien, Skulpturen und andere Werke aus seiner persönlichen Sammlung zu.
Perez stellte 2012 500.000 Dollar für einen Fonds zum Ankauf afroamerikanischer Kunst zur Verfügung, dem sich die in Miami ansässige John S. and James L. Knight Foundation anschloss. 2014 richtete das Museum ein Ambassador-Programm für afroamerikanische Kunst ein und forderte Spender auf direkt zu diesen Fonds zu stiften.

### Künstlerprotest
Im Februar 2014 zerstörte der aus Miami stammende Künstler Máximo Caminero eine farbige Vase des chinesischen Künstlers Ai Weiwei. Er protestierte damit gegen einen Mangel an Ausstellungen mit lokalen Künstlern im Pérez Art Museum Miami. Der Wert der Vase wurde auf eine Million Dollar geschätzt. Caminero wurde daraufhin festgenommen und wegen Sachbeschädigung angeklagt. Das Museum äußerte Verständnis für die Ausdrucksfreiheit, verurteilte die Tat aber gleichzeitig als vandalistischen Akt gegen einen anderen Künstler und sein Werk. Im März 2014 plädierte Camineros Anwalt auf nicht schuldig. Caminero gestand daraufhin seine Schuld ein und wurde zu einer 18 monatigen Bewährungsstrafe und 100 Stunden Gemeinschaftsdienst verurteilt. Er erhielt Hausverbot für die Dauer der Strafe.